# Pont-Sainte-Maxence
 Pont-Sainte-Maxence  es una población y comuna francesa, en la región de Picardía, departamento de Oise, en el distrito de Senlis y cantón de Pont-Sainte-Maxence.

## Demografía
| 2 875                     | 2 701 | 2 461 | 2 530 | 2 575 | 2 482 | 2 455 | 2 450 | 2 444 | 2 332 | 2 464 | 2 346 | 2 318 | 2 407 | 2 340 | 2 401 | 2 636 | 2 586 | 2 615 | 2 418 | 2 610 | 2 851 | 3 142 | 4 031 | 4 269 | 4 407 | 5 700 | 7 261 | 8 639 | 9 359 | 9 479 | 10 934 | 12 445 | 11 887 |
| (Fuente: INSEE y Cassini) |       |       |       |       |       |       |       |       |       |       |       |       |       |       |       |       |       |       |       |       |       |       |       |       |       |       |       |       |       |       |        |        |        |